# Maftei Pop

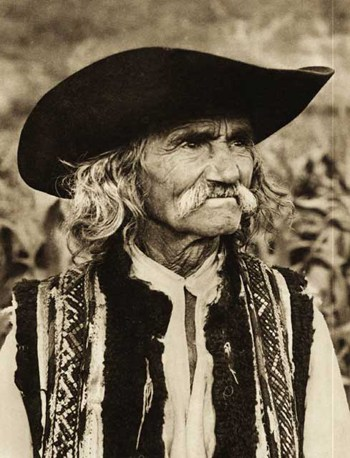
Primo piano di Maftei Pop

Maftei Pop è stato un supercentenario rumeno della Transilvania, che deterrebbe un possibile record di longevità, ovvero un totale di 148 anni. 

## Dati biografici
Maftei Pop sarebbe nato intorno al 12 giugno 1804 (non concordato da tutte le fonti) a Valea Loznii, una località nel distretto di Sălaj, al tempo parte del regno d'Ungheria, nell'arciducato d'Austria – durante le guerre napoleoniche. Aveva 7 fratelli.
Negli anni '40 del XIX secolo (o anni '80 secondo altre fonti) Maftei Pop abbandonò il suo villaggio nativo dopo essersi reso colpevole di un omicidio accidentale, e si spostò ad Oșoi, municipio di Ciubăncuța, nel distretto di Cluj, quando ormai si era già formato il regno austro-ungarico e le terre della Corona di Santo Stefano, poi incorporate nel regno di Romania.
Stando al suo atto di decesso sarebbe morto il 15 marzo 1952, agli albori del comunismo rumeno, e avrebbe quindi raggiunto un'età di 147 o 148 anni. Anche i suoi parenti sarebbero stati ultracentenari. Altre fonti citano la sua data di morte come 1º aprile 1952. Il suo corpo sarebbe stato sepolto in una piccola cappella di Oșoi, attraverso un breve funerale, a cui partecipò l'intero villaggio.

## Fonti sulla longevità
Maftei Pop è stato menzionato per la prima volta nel libro Biologia Vărstelor dell'accademico Constantin Parhon, datato 1955, e poi da Ana Aslan del 1970 in un'intervista con lo scrittore Mihai Stoian, che sosteneva di averlo incontrato .
Non vi sono prove certe della sua longevità, la maggior parte delle fonti provengono dai suoi atti di decesso o da alcuni testimoni che vissero con lui, i quali affermavano come, alla sua morte, fosse cieco, sordo e avesse problemi di mobilità articolare, ma avesse comunque una grande forza, lavorava la legna e restava raramente in casa, preferendo l'aria aperta. Alcuni gerontologi sostengono che la sua longevità potesse essere data dal suo stile di vita isolato e prettamente rurale: dormiva all'aperto, si cucinava il cibo da solo ma allo stesso tempo beveva e non dormiva, preferendo svolgere lavori.